# Братчиков, Игорь Борисович
И́горь Бори́сович Бра́тчиков (род. 30 сентября 1956) — советский и российский дипломат. Чрезвычайный и полномочный посол (2005)

## Биография
В 1979 году окончил МГИМО. Владеет немецким и английским языками.
На дипломатической работе с 1979 года. Занимал различные дипломатические должности в центральном аппарате министерства и в дипломатических представительствах за рубежом.
- В 1979—1984 годах работал в Посольстве СССР в ФРГ.
- В 1984—1990 годах — в Третьем европейском отделе МИД СССР, в Секретариате заместителя министра иностранных дел СССР.
- В 1990—1994 годах — в Посольстве СССР, а позднее — Российской Федерации в ФРГ.
- В 1994—1998 годах — заместитель директора Четвёртого европейского департамента МИД Российской Федерации.
- В 1998—2000 годах — заместитель главы миссии, советник-посланник посольства Российской Федерации в ФРГ.
- В 2000—2004 годах — директор Четвёртого европейского департамента МИД России.
- В 2004—2007 годах — после реформы внутренней структуры министерства являлся директором Третьего европейского департамента МИД России.
- С 12 сентября 2007 по 21 февраля 2012 года — чрезвычайный и полномочный посол Российской Федерации в Швейцарской Конфедерации и Княжестве Лихтенштейн[1][2][3].
- С 21 февраля 2012 по 23 октября 2020 года — посол по особым поручениям МИД России[4].
- С 17 апреля 2012 года — руководитель переговорной группы по вопросам правового статуса Азовского моря и Керченского пролива и разграничения морских пространств в Чёрном море[5].
- С 25 августа 2012 по 2 января 2021 года — специальный представитель президента Российской Федерации по делимитации и демаркации государственной границы Российской Федерации с сопредельными государствами — участниками Содружества Независимых Государств[6] и Руководитель российской делегации на многосторонних переговорах по Каспийскому морю[7].
- С 15 марта 2019 по 20 апреля 2021 года — представитель Российской Федерации в Межгосударственной рабочей группе высокого уровня по вопросам Каспийского моря[8][9].
- С 23 октября 2020 года — чрезвычайный и полномочный посол Российской Федерации в Словацкой Республике[10].

## Семья
Женат, есть дети и внуки.

## Награды
- Орден Александра Невского (8 февраля 2019) — за большой вклад в реализацию внешнеполитического курса Российской Федерации и многолетнюю добросовестную службу[11].
- Орден Почёта (3 февраля 2015) — за большой вклад в подготовку и проведение Четвёртого каспийского саммита в городе Астрахани в 2014 году[12].
- Орден Дружбы (8 июля 2011) — за большой вклад в реализацию внешнеполитического курса Российской Федерации и многолетнюю добросовестную работу[13].
- Почётная грамота Правительства Российской Федерации (4 февраля 2005) — за большой вклад в реализацию внешнеполитического курса Российской Федерации[14].
- Нагрудный знак МИД России (29 января 2015) — за отличие.
- Почётный работник МИД России (21 августа 2006).
- Почётная грамота МИД России (20 июня 2002) — за многолетнюю добросовестную работу в системе Министерства иностранных дел и в связи с 200-летием МИД России.
- Почётная грамота МИД СССР (5 февраля 1991).
- Орден преподобного Сергия Радонежского III степени (24 апреля 2002) — во внимание к трудам.
- Орден святого благоверного князя Даниила Московского III степени (30 сентября 2006) — во внимание к трудам и в связи с 50-летием со дня рождения.

## Дипломатический ранг
- Чрезвычайный и полномочный посланник 2 класса (16 апреля 1997)[15]
- Чрезвычайный и полномочный посланник 1 класса (2 апреля 2003)[16]
- Чрезвычайный и полномочный посол (29 декабря 2005)[17].